# Mauricio Gómez
Mauricio Alejandro Gómez Ríos (Laja, 5 marzo 1989) è un calciatore cileno, attaccante dell Deportes Recoleta.